# Joan Faulkner (album)
Joan Faulkner je album v živo Big Banda RTV Ljubljana in Joan Faulkner. Album je bil posnet 9. decembra 1983 na koncertu v Veliki dvorani Cankarjevega doma v Ljubljani. Album je izšel leta 1984 pri založbi ZKP RTV Ljubljana.

## Seznam skladb
Vsi aranžmaji so delo Jožeta Privška.
| A stran | A stran               | A stran                           | A stran                                     | A stran |
| Št.     | Naslov                | Pisec                             | Solisti                                     | Dolžina |
| ------- | --------------------- | --------------------------------- | ------------------------------------------- | ------- |
| 1.      | „God Bless the Child‟ | Billie Holiday-Arthur Herzog      | Petar Ugrin – trobenta                      | 6:15    |
| 2.      | „Making Whoopee‟      | Gus Kahn-Walter Donaldson         | Alojz Krajnčan – trombon                    | 5:15    |
| 3.      | „Indiana‟             | James F. Hanley-Ballard MacDonald | Silvo Stingl – klavir, Emil Spruk – trombon | 3:30    |

| B stran | B stran              | B stran                         | B stran                                                                                         | B stran |
| Št.     | Naslov               | Pisec                           | Solisti                                                                                         | Dolžina |
| ------- | -------------------- | ------------------------------- | ----------------------------------------------------------------------------------------------- | ------- |
| 1.      | „Misty‟              | Erroll Garner-Johnny Burke      | Tone Janša – tenor sax                                                                          | 5:25    |
| 2.      | „Ain't Misbehavin'‟  | Fats Waller-Harry Brooks        | Petar Ugrin – trobenta, Andrej Arnol – sopran sax, Tone Janša – tenor sax, Emil Spruk – trombon | 6:45    |
| 3.      | „Georgia on My Mind‟ | Hoagy Carmichael-Stuart Gorrell |                                                                                                 | 4:05    |

## Zasedba
- Jože Privšek – dirigent

### Saksofoni
- Andrej Arnol
- Albert Podgornik
- Dušan Veble
- Tone Janša
- Zoran Komac

### Trobente
- Pavel Grašič
- Petar Ugrin
- Marko Misjak
- Tomaž Grintal

### Tromboni
- Franc Puhar
- Emil Spruk
- Alojz Krajnčan
- Aleksandar Grašič
- Alojz Bezgovšek

### Ritem sekcija
- Silvo Stingl – klavir
- Milan Ferlež – kitara
- Ladislav Rebrek – bas
- Ratko Divjak – bobni

## Produkcija
- Producent: Jože Kampič
- Tonski mojster: Zoran Ažman
- Fotografije: E. G. Erbeck (J. Faulkner), T. Domicelj (Big Band)
- Ovitek: Bronislav Fajon
- Urednik: Ivo Umek
- Glavni urednik: Jure Robežnik